# Liste des sessions du Comité international olympique
Les sessions du Comité international olympique sont des réunions organisées par le CIO et qui servent à prendre des décisions sur le mouvement olympique. Ces sessions, qui ont généralement lieu une fois par an, permettent notamment de décerner une édition des Jeux olympiques d'hiver ou d'été à une ville, décider des sports qui feront partie des disciplines olympiques et élire le président du CIO.
Les sessions du CIO ne doivent pas être confondues avec les Congrès olympiques qui visent à suivre l'évolution du mouvement sportif mondial.

## Sessions du CIO
Les sessions colorées en bleu clair ont lieu durant un Congrès olympique tandis que celles colorées en rose ont lieu durant les Jeux olympiques.
| Session                                                                                                  | Ville hôte                         | Année        | Décisions | Réf.          |  |
| --- | ---------------------------------- | ------------ | --- | ------------- |  |
| 1re | Paris (France)                     | 1894         | Fondation du Comité international olympique par Pierre de Coubertin, en date du 23 juin 1894 à la Sorbonne Athènes est sélectionné pour accueillir les Jeux olympiques de 1896. Paris est sélectionné pour accueillir les Jeux olympiques de 1900.                                                                                          | [ 1 ]         |  |
| 2e | Athènes (Grèce)                    | 1896         | Pierre de Coubertin est élu président du CIO. |               |  |
| 3e | Le Havre (France)                  | 1897         | |               |  |
| 4e | Paris (France)                     | 1901         | Saint-Louis est sélectionné pour accueillir les Jeux olympiques de 1904. | [ 1 ]         |  |
| 5e | Paris (France)                     | 1903         | | [ 2 ]         |  |
| 6e | Londres (Royaume-Uni)              | 1904         | Londres est sélectionné pour accueillir les Jeux olympiques de 1908. | ,             |  |
| 7e | Bruxelles (Belgique)               | 1905         | |               |  |
| 8e | Athènes (Grèce)                    | 1906         | |               |  |
| 9e | La Haye (Pays-Bas)                 | 1907         | |               |  |
| 10e | Berlin (Allemagne)                 | 1909         | Stockholm est sélectionné pour accueillir les Jeux olympiques de 1912. | ,             |  |
| 11e | Luxembourg (Luxembourg)            | 1910         | |               |  |
| 12e | Budapest (Autriche-Hongrie)        | 1911         | |               |  |
| 13e | Bâle (Suisse)                      | 1912         | |               |  |
| 14e | Stockholm (Suède)                  | 1912         | Berlin est sélectionné pour accueillir les Jeux olympiques de 1916. | [ 1 ]         |  |
| 15e | Lausanne (Suisse)                  | 1913         | |               |  |
| 16e | Paris (France)                     | 1914         | |               |  |
| Toutes les activités olympiques sont suspendues de 1915 à 1918 en raison de la Première Guerre mondiale. |                                    |              | |               |  |
| 17e | Lausanne (Suisse)                  | 1919         | Anvers est sélectionné pour accueillir les Jeux olympiques de 1920. | [ 1 ]         |  |
| 18e | Anvers (Belgique)                  | 1920         | |               |  |
| 19e | Lausanne (Suisse)                  | 1921         | Chamonix est sélectionné pour accueillir les Jeux olympiques d'hiver de 1924. Paris est sélectionné pour accueillir les Jeux olympiques d'été de 1924. Amsterdam est sélectionné pour accueillir les Jeux olympiques d'été de 1928. | [ 1 ]         |  |
| 20e | Paris (France)                     | 1922         | |               |  |
| 21e | Rome (Italie)                      | 1923         | Los Angeles est sélectionné pour accueillir les Jeux olympiques d'été de 1932. | [ 1 ]         |  |
| 22e | Paris (France)                     | 1924         | |               |  |
| 23e | Prague (Tchécoslovaquie)           | 1925         | Henri de Baillet-Latour est élu président du CIO. |               |  |
| 24e | Lisbonne (Portugal)                | 1926         | Saint-Moritz est sélectionné pour accueillir les Jeux olympiques d'hiver de 1928. | [ 1 ]         |  |
| 25e | Monte-Carlo (Monaco)               | 1927         | |               |  |
| 26e | Amsterdam (Pays-Bas)               | 1928         | |               |  |
| 27e | Lausanne (Suisse)                  | 1929         | Lake Placid est sélectionné pour accueillir les Jeux olympiques d'hiver de 1932. | [ 1 ]         |  |
| 28e | Berlin (Allemagne)                 | 1930         | |               |  |
| 29e | Barcelone (Espagne)                | 1931         | Berlin est sélectionné pour accueillir les Jeux olympiques d'été de 1936. | [ 1 ]         |  |
| 30e | Los Angeles (États-Unis)           | 1932         | |               |  |
| 31e | Vienne (Autriche)                  | 1933         | Garmisch-Partenkirchen est sélectionné pour accueillir les Jeux olympiques d'hiver de 1936. | [ 1 ]         |  |
| 32e | Athènes (Grèce)                    | 1934         | |               |  |
| 33e | Oslo (Norvège)                     | 1935         | |               |  |
| 34e | Garmisch-Partenkirchen (Allemagne) | 1936         | |               |  |
| 35e | Berlin (Allemagne)                 | 1936         | Tokyo est sélectionné pour accueillir les Jeux olympiques d'été de 1940. | [ 1 ]         |  |
| 36e | Varsovie (Pologne)                 | 1937         | Sapporo est sélectionné pour accueillir les Jeux olympiques d'hiver de 1940. | [ 1 ]         |  |
| 37e | Le Caire (Égypte)                  | 1938         | |               |  |
| 38e | Londres (Royaume-Uni)              | 1939         | Garmisch-Partenkirchen est sélectionné pour accueillir les Jeux olympiques d'hiver de 1940. Cortina d'Ampezzo est sélectionné pour accueillir les Jeux olympiques d'hiver de 1944. Londres est sélectionné pour accueillir les Jeux olympiques d'été de 1944.                                                                               | [ 1 ]         |  |
| Toutes les activités olympiques sont suspendues de 1940 à 1945 en raison de la Seconde Guerre mondiale.  |                                    |              | |               |  |
| 39e | Lausanne (Suisse)                  | 1946         | Saint-Moritz est sélectionné pour accueillir les Jeux olympiques d'hiver de 1948. Londres est sélectionné pour accueillir les Jeux olympiques d'été de 1948. Sigfrid Edström est élu président du CIO. | [ 1 ]         |  |
| 40e | Stockholm (Suède)                  | 1947         | Oslo est sélectionné pour accueillir les Jeux olympiques d'hiver de 1952. Helsinki est sélectionné pour accueillir les Jeux olympiques d'été de 1952. | [ 1 ]         |  |
| 41e | Saint-Moritz (Suisse)              | 1948         | |               |  |
| 42e | Londres (Royaume-Uni)              | 1948         | |               |  |
| 43e | Rome (Italie)                      | 1949         | Cortina d'Ampezzo est sélectionné pour accueillir les Jeux olympiques d'hiver de 1956. Melbourne est sélectionné pour accueillir les Jeux olympiques d'été de 1956. | [ 1 ]         |  |
| 44e | Copenhague (Danemark)              | 1950         | |               |  |
| 45e | Vienne (Autriche)                  | 1951         | | [ 2 ]         |  |
| 46e | Oslo (Norvège)                     | 1952         | |               |  |
| 47e | Helsinki (Finlande)                | 1952         | Avery Brundage est élu président du CIO. | [ 3 ]         |  |
| 48e | Mexico (Mexique)                   | 1953         | |               |  |
| 49e | Athènes (Grèce)                    | 1954         | |               |  |
| 50e | Paris (France)                     | 1955         | Squaw Valley est sélectionné pour accueillir les Jeux olympiques d'hiver de 1960. Rome est sélectionné pour accueillir les Jeux olympiques d'été de 1960. | [ 1 ]         |  |
| 51e | Cortina d'Ampezzo (Italie)         | 1956         | |               |  |
| 52e | Melbourne (Australie)              | 1956         | |               |  |
| 53e | Sofia (Bulgarie)                   | 1957         | |               |  |
| 54e | Tokyo (Japon)                      | 1958         | |               |  |
| 55e | Munich (Allemagne de l'Ouest)      | 1959         | Innsbruck est sélectionné pour accueillir les Jeux olympiques d'hiver de 1964. Tokyo est sélectionné pour accueillir les Jeux olympiques d'été de 1964. | [ 1 ]         |  |
| 56e | San Francisco (États-Unis)         | 1960         | |               |  |
| 57e | Rome (Italie)                      | 1960         | |               |  |
| 58e | Athènes (Grèce)                    | 1961         | |               |  |
| 59e | Moscou (Union soviétique)          | 1962         | |               |  |
| 60e | Baden-Baden (Allemagne de l'Ouest) | 1963         | Mexico est sélectionné pour accueillir les Jeux olympiques d'été de 1968. | [ 1 ]         |  |
| 61e | Innsbruck (Autriche)               | 1964         | Grenoble est sélectionné pour accueillir les Jeux olympiques d'hiver de 1968. | [ 1 ]         |  |
| 62e | Tokyo (Japon)                      | 1964         | |               |  |
| 63e | Madrid (Espagne)                   | 1965         | |               |  |
| 64e | Rome (Italie)                      | 1966         | Sapporo est sélectionné pour accueillir les Jeux olympiques d'hiver de 1972. Munich est sélectionné pour accueillir les Jeux olympiques d'été de 1972. | [ 1 ]         |  |
| 65e | Téhéran (Iran)                     | 1967         | |               |  |
| 66e | Grenoble (France)                  | 1968         | |               |  |
| 67e | Mexico (Mexique)                   | 1968         | |               |  |
| 68e | Varsovie (Pologne)                 | 1969         | |               |  |
| 69e | Amsterdam (Pays-Bas)               | 1970         | Denver est sélectionné pour accueillir les Jeux olympiques d'hiver de 1976. Montréal est sélectionné pour accueillir les Jeux olympiques d'été de 1976. | ,             |  |
| 70e | Amsterdam (Pays-Bas)               | 1970         | |               |  |
| 71e | Luxembourg (Luxembourg)            | 1971         | | [ 4 ]         |  |
| 72e | Sapporo (Japon)                    | 1972         | |               |  |
| 73e | Munich (Allemagne de l'Ouest)      | 1972         | Lord Killanin est élu président du CIO. | [ 5 ]         |  |
| 74e | Varna (Bulgarie)                   | 1973         | |               |  |
| 75e | Vienne (Autriche)                  | 1974         | Lake Placid est sélectionné pour accueillir les Jeux olympiques d'hiver de 1980. Moscou est sélectionné pour accueillir les Jeux olympiques d'été de 1980. | [ 1 ]         |  |
| 76e | Lausanne (Suisse)                  | 1975         | |               |  |
| 77e | Innsbruck (Autriche)               | 1976         | |               |  |
| 78e | Montréal (Canada)                  | 1976         | |               |  |
| 79e | Prague (Tchécoslovaquie)           | 1977         | |               |  |
| 80e | Athènes (Grèce)                    | 1978         | Sarajevo est sélectionné pour accueillir les Jeux olympiques d'hiver de 1984. Los Angeles est sélectionné pour accueillir les Jeux olympiques d'été de 1984. | [ 1 ]         |  |
| 81e | Montevideo (Uruguay)               | 1979         | |               |  |
| 82e | Lake Placid (États-Unis)           | 1980         | |               |  |
| 83e | Moscou (Union soviétique)          | 1980         | Juan Antonio Samaranch est élu président du CIO. | [ 6 ]         |  |
| 84e | Baden-Baden (Allemagne de l'Ouest) | 1981         | Calgary est sélectionné pour accueillir les Jeux olympiques d'hiver de 1988. Séoul est sélectionné pour accueillir les Jeux olympiques d'été de 1988. | [ 1 ]         |  |
| 85e | Rome (Italie)                      | 1982         | |               |  |
| 86e | New Delhi (Inde)                   | 1983         | |               |  |
| 87e | Sarajevo (Yougoslavie)             | 1984         | |               |  |
| 88e | Los Angeles (États-Unis)           | 1984         | |               |  |
| 89e | Lausanne (Suisse)                  | 1984         | |               |  |
| 90e | Berlin-Est                         | 1985         | |               |  |
| 91e | Lausanne (Suisse)                  | 1986         | Barcelone est sélectionné pour accueillir les Jeux olympiques d'été de 1992. Albertville est sélectionné pour accueillir les Jeux olympiques d'hiver de 1992. | ,             |  |
| 92e | Istanbul (Turquie)                 | 1987         | |               |  |
| 93e | Calgary (Canada)                   | 1988         | |               |  |
| 94e | Séoul (Corée du Sud)               | 1988         | Lillehammer est sélectionné pour accueillir les Jeux olympiques d'hiver de 1994. | [ 7 ]         |  |
| 95e | San Juan (Porto Rico)              | 1989         | |               |  |
| 96e | Tokyo (Japon)                      | 1990         | Atlanta est sélectionné pour accueillir les Jeux olympiques d'été de 1996. | [ 7 ]         |  |
| 97e | Birmingham (Royaume-Uni)           | 1991         | Nagano est sélectionné pour accueillir les Jeux olympiques d'hiver de 1998. Le curling et le snowboard sont ajoutés au programme olympique en 1998. | [ 7 ]         |  |
| 98e | Albertville (France)               | 1992         | |               |  |
| 99e | Barcelone (Espagne)                | 1992         | |               |  |
| 100e | Lausanne (Suisse)                  | 1993         | |               |  |
| 101e | Monte-Carlo (Monaco)               | 1993         | Sydney est sélectionné pour accueillir les Jeux olympiques d'été de 2000. Le beach-volley est ajouté au programme olympique en 1996. | [ 7 ]         |  |
| 102e | Lillehammer (Norvège)              | 1994         | |               |  |
| 103e | Paris (France)                     | 1994         | |               |  |
| 104e | Budapest (Hongrie)                 | 1995         | Salt Lake City est sélectionné pour accueillir les Jeux olympiques d'hiver de 2002. | [ 7 ]         |  |
| 105e | Atlanta (États-Unis)               | 1996         | |               |  |
| 106e | Lausanne (Suisse)                  | 1997         | Athènes est sélectionné pour accueillir les Jeux olympiques d'été de 2004. | [ 7 ]         |  |
| 107e | Nagano (Japon)                     | 1998         | |               |  |
| 108e | Lausanne (Suisse)                  | 1999         | |               |  |
| 109e | Séoul (Corée du Sud)               | 1999         | Turin est sélectionné pour accueillir les Jeux olympiques d'hiver de 2006. | [ 7 ]         |  |
| 110e | Lausanne (Suisse)                  | 1999         | |               |  |
| 111e | Sydney (Australie)                 | 2000         | |               |  |
| 112e | Moscou (Russie)                    | 2001         | Pékin est sélectionné pour accueillir les Jeux olympiques d'été de 2008. Jacques Rogge est élu président du CIO. | [ 7 ] [ 8 ]   |  |
| 113e | Salt Lake City (États-Unis)        | 2002         | |               |  |
| 114e | Mexico (Mexique)                   | 2002         | |               |  |
| 115e | Prague (République tchèque)        | 2003         | Vancouver est sélectionné pour accueillir les Jeux olympiques d'hiver de 2010. | [ 7 ]         |  |
| 116e | Athènes (Grèce)                    | 2004         | |               |  |
| 117e | Singapour                          | 2005         | Londres est sélectionné pour accueillir les Jeux olympiques d'été de 2012. Le baseball et le softball sont supprimés du programme olympique en 2012. |               |  |
| 118e | Turin (Italie)                     | 2006         | |               |  |
| 119e | Guatemala (Guatemala)              | 2007         | Singapour est sélectionné pour accueillir les Jeux olympiques de la jeunesse d'été de 2010. Innsbruck est sélectionné pour accueillir les Jeux olympiques de la jeunesse d'hiver de 2012. Sotchi est sélectionné pour accueillir les Jeux olympiques d'hiver de 2014.                                                                       |               |  |
| 120e | Pékin (Chine)                      | 2008         | |               |  |
| 121e | Copenhague (Danemark)              | 2009         | Rio de Janeiro est sélectionné pour accueillir les Jeux olympiques d'été de 2016. Le golf est réintroduit et le rugby à sept fait ses débuts dans le programme olympique en 2016. |               |  |
| 122e | Vancouver (Canada)                 | 2010         | Nankin est sélectionné pour accueillir les Jeux olympiques de la jeunesse d'été de 2014. |               |  |
| 123e | Durban (Afrique du Sud)            | 2011         | Lillehammer est sélectionné pour accueillir les Jeux olympiques de la jeunesse d'hiver de 2016. Pyeongchang est sélectionné pour accueillir les Jeux olympiques d'hiver de 2018. |               |  |
| 124e | Londres (Royaume-Uni)              | 2012         | |               |  |
| 125e | Buenos Aires (Argentine)           | 2013         | Tokyo est sélectionné pour accueillir les Jeux olympiques d'été de 2020. Thomas Bach est élu président du CIO. La lutte est finalement maintenue dans les programmes olympiques de 2020 et 2024. | ,             |  |
| 126e | Sotchi (Russie)                    | 2014         | |               |  |
| 127e | Monte-Carlo (Monaco)               | 2014         | Session exceptionnelle pour l'adoption de l'ensemble de réforme Agenda 2020 |               |  |
| 128e | Kuala Lumpur (Malaisie)            | 2015         | Lausanne est sélectionné pour accueillir les Jeux olympiques de la jeunesse d'hiver de 2020. Pékin est sélectionné pour accueillir les Jeux olympiques d'hiver de 2022. | [ 12 ] [ 13 ] |  |
| 129e | Rio de Janeiro (Brésil)            | 2016         | |               |  |
| 130e | Lausanne (Suisse)                  | 2017         | Session extraordinaire du CIO où ses membres votent à l'unanimité en faveur d'une double attribution des Jeux olympiques de 2024 et 2028 à Paris et à Los Angeles durant la 131e session à Lima, mais dans un ordre restant à déterminer.                                                                                                   |               |  |
| 131e | Lima (Pérou)                       | 2017         | Double attribution des Jeux olympiques de 2024 et 2028 par vote à main levée et à l'unanimité en faveur respectivement de Paris et de Los Angeles. |               |  |
| 132e | Pyeongchang (Corée du Sud)         | 2018         | |               |  |
| 133e | Buenos Aires (Argentine)           | 2018         | Attribution des Jeux olympiques de la jeunesse d'été Dakar 2026 |               |  |
| 134e | Lausanne (Suisse)                  | 2019         | Milan et Cortina d'Ampezzo sont choisies pour l'organisation des Jeux olympiques d'hiver de 2026. | [ 14 ]        |  |
| 135e | Lausanne (Suisse)                  | 2020         | Attribution des Jeux olympiques de la jeunesse d'hiver de 2024 à Pyeongchang | ,             |  |
| 136e | Session en visioconférence         | 2020         | | [ 17 ]        |  |
| 137e | Session en visioconférence         | mars 2021    | Thomas Bach, président du CIO depuis 2013, est réélu pour un nouveau mandat de quatre ans. Il était le seul candidat en lice. |               |  |
| 138e | Tokyo (Japon)                      | juillet 2021 | Modification de la devise olympique en vigueur depuis 1894, celle-ci devient : Plus vite, Plus Haut, Plus Fort - Ensemble (soit, en latin : Citius, Altius, Fortius - Communiter), désignation de Brisbane comme ville organisatrice des Jeux olympiques d'été de 2032, ajout du ski de randonnée comme sport additionnel pour les JO 2026. |               |  |
| 139e | Pékin (Chine)                      | 2022         | |               |  |
| 140e | Session en visioconférence         | 2023         | L'AIBA est exclue du Mouvement olympique. |               |  |
| 141e | Bombay (Inde)                      | 2023         | Ajout du baseball/softball, du cricket, du squash, du flag football et du crosse comme sports additionnels pour les JO de 2028. |               |  |
| 142e | Paris (France)                     | 2024         | Double attribution des Jeux olympiques de 2030 et 2034 en faveur respectivement des Alpes françaises et de Salt Lake City. |               |  |
| 143e | Lausanne (Suisse)                  | 2025         | Attribution des Jeux olympiques de la jeunesse d'hiver de 2028 aux régions des Dolomites et de la Valteline. |               |  |
| 144e | Costa Navarino                     | 2025         | Élection du président du Comité international olympique. |               |  |